# Władysław Gomułka

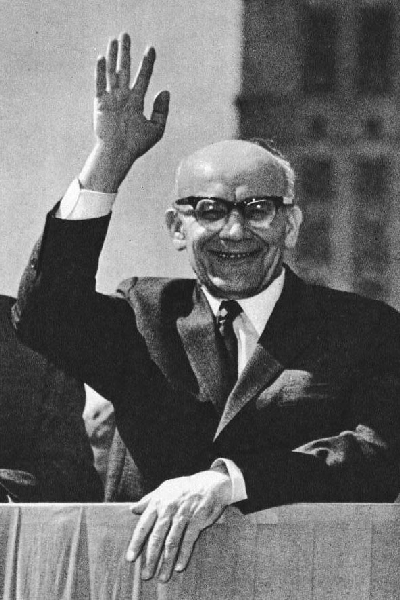
Władysław Gomułka

Władysław Gomułka (Krosno, 6 februari 1905 - Warschau, 9 september 1982) was een Pools communistisch staatsman.

## Biografie
Voor Gomułka's geboorte waren zijn ouders geëmigreerd naar de Verenigde Staten. Gedesillusioneerd zijn ze echter teruggekeerd naar hun geboorteland. Zijn vader, Jan, was een socialist en werkte op de olievelden. Gomułka vervolledigde de basisschool in 1917 om daarna opgeleid te worden als slotenmaker.

## Politieke carrière

### Van 1945 tot 1948
Gomułka sloot zich in 1922 aan bij de Poolse Socialistische Partij en in 1927 bij de Poolse Communistische Partij. Van 1932 tot 1934 zat hij gevangen. Na zijn vrijlating volgde hij een hogere opleiding aan de partijhogeschool in Moskou. Na zijn terugkeer in Polen (1936) zat hij opnieuw gevangen.
Na de Duitse en Sovjet-Russische inval in Polen in september 1939 kwam hij vrij. Gomułka vestigde zich in het door de Sovjets bezette Oost-Polen. Tegen de wil van de Sovjet-Unie organiseerde hij het antinazistisch verzet in het door de Duitsers bezette deel van Polen. Gomułka, een patriot, was ook tegen de Russische aanwezigheid.
In 1943 werd hij tot secretaris-generaal van de Poolse Communistische Partij gekozen. Hij stond toen al bekend als de leider van de zogenaamde nationaalcommunisten (dat wil zeggen voorstanders van een onafhankelijk - niet door de Russen bezet - Polen). Na de verovering van Polen door het Rode Leger en herstel van de Poolse onafhankelijkheid werd hij in november 1945 aangesteld als minister van Herwonnen Gebieden (d.i. de Oder-Neissegrens) in een procommunistisch kabinet.
Reeds in 1946 ondervond Gomułka tegenwerking van de Stalinistische groep binnen de regering en de communistische partij o.l.v. Bolesław Bierut, een vertrouweling van Stalin. In 1948 viel Gomułka in ongenade en moest als minister en partijleider aftreden. Bolesław Bierut werd daarop partijleider van de communistische partij die de naam Poolse Verenigde Arbeiderspartij kreeg.

### Van 1956 tot 1982
Van 1951 tot 1954 zat hij gevangen. Na zijn vrijlating werd hij gerehabiliteerd en na de val van Bierut in de lente van 1956 werd hij opnieuw secretaris-generaal van de Poolse Verenigde Arbeiderspartij. De benoeming van Gomułka werd door de bevolking toegejuicht omdat hij als 'liberaal' en 'nationalistisch' bekendstond. In de eerste jaren van zijn bewind woei er dan ook een liberale wind over Polen: gedwongen collectivisaties werden afgeschaft, de Poolse belangen werden voor de Sovjet-Russische belangen gesteld en er werden arbeidersraden ingesteld.
In de jaren 60 begon Gomułka een pro-Russische politiek te voeren (steun aan de USSR inzake het conflict Israël-Palestina, steun Warschaupact interventie in Tsjechoslowakije enz.), waardoor zijn populariteit afnam. Na 1968 steunde hij de "Partizanen", een groep nationalistische-communisten onder leiding van generaal Mieczysław Moczar, die ook antisemitsch waren. Gomułka voerde als secretaris-generaal een hevige strijd tegen de Poolse katholieke kerk.
De slechte economische toestand van Polen luidde zijn val in. De economische hervormingen die Gomułka had doorgevoerd bleken catastrofaal en toch weigerde hij zijn beleid bij te sturen. Op 9 december 1970 kondigde de regering Cyrankiewicz een prijsverhoging van 10 tot 25% voor levensmiddelen af. Dit leidde tot grootscheeps arbeidersprotest, eerst op de scheepswerven van Gdansk en al snel ook in Gdynia, Slupsk, Sopot en Szczecin. Het kwam tot hevige botsingen met politie en leger. Door medestanders van Edward Gierek, een tegenstander van het economisch beleid van Gomułka, werd de overspannen  secretaris-generaal afgezet. In 1971 werd hij tevens uit het Politbureau en het Centraal Comité van de Poolse Verenigde Arbeiderspartij (PZPR) gezet. Halverwege 1971 trad hij uit de Staatsraad (collectieve staatshoofd). In 1980 werd hij gerehabiliteerd.
Na zijn dood in 1982 aan kanker, werd het negatief imago van Gomułka in de communistische propaganda gewijzigd en een aantal van zijn constructieve bijdragen werden erkend. Hij wordt gezien als een eerlijke en sobere gelovige in het socialistische systeem, die niet in staat was om de moeilijkheden in Polen op te lossen. Zijn memoires werden voor het eerst gepubliceerd in 1994.